# دستنامه اردا
اُرِدا (به انگلیسی: OOREDA) یک دستنامه (هندبوک) داده های قابلیت اطمینان است که به منظور بهبود امنیت، قابلیت اطمینان و صرفه اقتصادی در طراحی و کارکرد تجهیزات در عملیات‌های نفتی فراساحل تهیه شده است.